# Морски патрул
„Морски патрул“ е австралийски военен екшън приключенски сериал с първо излъчване през 2007 – 2011 г.
Продукцията разказва за динамичния, съвсем нескучен, но и опасен живот на екипажа на боен кораб с филмовото име „Хамърсли“, на неговия находчив и винаги хладнокръвен капитан Майк Флин, на винаги загрижената и сериозна помощничка капитан Кейт Макгрегър.
Снимана на фона на красивата природа край Голд Коуст в Австралия, поредицата описва ежедневието на малкия офицерски екип от 24-членния екипаж на борда на военния „Хамърсли“ – 160-футов морски патрулен кораб Armidale class с метална обшивка – съхраняващ емоции, желания и амбиции и обединяващ хора с най-различни съдби, възраст и темперамент.
Екипажът на патрулната лодка има за задача да обхожда немалък район от териториалните води на Северна Австралия, защитавайки границите и икономическата зона на своята страна при всякакви обстоятелства и атмосферни условия. И почти всекидневно се сблъсква с всевъзможни ситуации и хора: алчни трафиканти, безочливи пирати, коравосърдечни престъпници, безмилостни терористи, разгорещени бунтовници, ловки бракониери, агресивни екозащитници, случайни бедстващи, безразсъдни емигранти или просто наивни авантюристи. При всеки случай животът на моряците е поставен в опасност и те трябва да се бият и да предприемат хитроумни трикове, както да заловят нарушителите, така и да оцелеят те самите, и да запазят гърба на другарите си, при което се създавайт дълбоки и дълготрайни приятелства, не признаваи деление по ранг, пол или възраст.
Всяка серия приключва сама за себе си, но в рамките на един сезон върви една основна обединяваща нишка, една обединяваща афера, която се разплита чак в последната серия за сезона.
Сериалът дебютира по австралийския комерсиален телевизионен канал Nine Network, които инвестират 15 млн. долара в тази програма. Той не е продължение на сходната поредица от 1979 г. „Патрулна лодка“. Първият сезон носи заглавието просто „Морски патрул“, вторият – „Морски патрул: Ударът“, третият – „Морски патрул: Червеното злато“, четвъртият няма обединяваща тема, но е изпълнен във формат 16 епизода, петият – „Морски патрул: Опасен контрол“. Въпреки голямата популярност сериалът приключва след петия сезон, поради изтичането на държавните преференции, валидни до 65-ия епизод, но при все това биват изпълнени общо 68 епизода.
Във всеки кадър прави неизгладимо впечатление изключително майсторската работа на оператора Ръсел Бейкън.
Сериалът се излъчва за пръв път в българския ефир по Диема от юни до септември 2012 г.

## Изпълнители
Основен актьорски състав
| Филмов герой                      | Роля                             | Сезони | Изпълнител            |
| --------------------------------- | -------------------------------- | ------ | --------------------- |
| Кап. Майк Флин – „Капитана“       | Капитан на кораба                | 1 – 5  | Иън Стенлейк          |
| Кап. Кейт Макгрегър – „Помощника“ | Пом.капитан                      | 1 – 5  | Лиса Маккюн           |
| Анди Торп – „Механика“            | Главен механик                   | 1 – 5  | Джон Бачълър          |
| Крис Блейк – „Рулеви“             | Рулеви / Парамедик               | 1 – 5  | Матю Хоулмс           |
| Робърт Диксън – „Радиста“         | Радиооператор                    | 1 – 5  | Кристчън Шмит         |
| Никол Кетано – „Навигатора“       | Навигатор                        | 1 – 3  | Саския Бърмайстер     |
| Пийт Томашевски – „Боцмана“       | Боцман                           | 1 – 3  | Джеръми Линдзи Тейлър |
| Били Уеб – „Паяка“                | Помощник боцман                  | 1 – 3  | Джей Райън            |
| Джош Холидей – „Инженера“         | Електротехник                    | 1 – 3  | Дейвид Лайънс         |
| Тоби Джоунс – „Готвача“           | Готвач / Пом.медик               | 1      | Джош Лоусън           |
| Ребека Браун – „Бомбар“           | Готвач / Пом.медик               | 2 – 4  | Кърсти Лий Алън       |
| Лио Косов-Майер – „Ту-дедс“       | Електротехник                    | 3 – 5  | Николай Николаеф      |
| Дилън Мълхолънд – „Дъчи“          | Боцман                           | 4 – 5  | Конрад Коулби         |
| Джесика Бърд – „Доброволец“       | Доброволец / Готвач / Пом. медик | 4 – 5  | Даниел Хорват         |

Допълнителен актьорски състав
| Филмов герой       | Роля                     | Сезони | Изпълнител     |
| ------------------ | ------------------------ | ------ | -------------- |
| Кап. Стивън Маршал | Командир от Навком       | 1 – 3  | Стийв Бисли    |
| Кап. Максин Уайт   | Командир от Навком       | 4 – 5  | Тами Макинтош  |
| Кап. Джим Рот      | Командир от спец.частите | 2,5    | Дъч Дейви      |
| Райън Уайт         | Курсант                  | 5      | Доминик Дойчър |
| Д-р Урсула Морел   | Учен-биолог              | 1      | Сибила Буд     |
| Рей Уолсман        | Милионер                 | 2      | Алън Дейл      |
| Кембъл Фултън      | Морска охрана            | 2 – 3  | Андрю Бюканън  |